# Aristida ecuadoriensis
Aristida ecuadoriensis är en gräsart som beskrevs av Johannes Jan Theodoor Henrard. Aristida ecuadoriensis ingår i släktet Aristida och familjen gräs. Inga underarter finns listade i Catalogue of Life.